# Gritschach
Gritschach ist ein Ortsteil von Villach und liegt im Norden von der Stadt. Bis zum Jahre 1974 war Gritschach Ortsteil der Gemeinde Landskron, da diese aber Villach eingegliedert wurde, ging auch Gritschach zu Villach. Gritschach liegt ca. 560 m über dem Meer und hat 411 Einwohner. 

## Straßen
- Gritschacherstraße
- Gritschacherhöhe
- Moosgartenweg
- Ritter-Rungger-Weg
- Eichholzgrabenweg

Von  Gritschach führen verschiedene Wege in den Eichholzgraben und auch auf den Oswaldiberg, der ein wichtiges Naherholungsgebiet der Villacher ist. Weiteres hat man von Gritschach einen schönen Blick auf Villach.

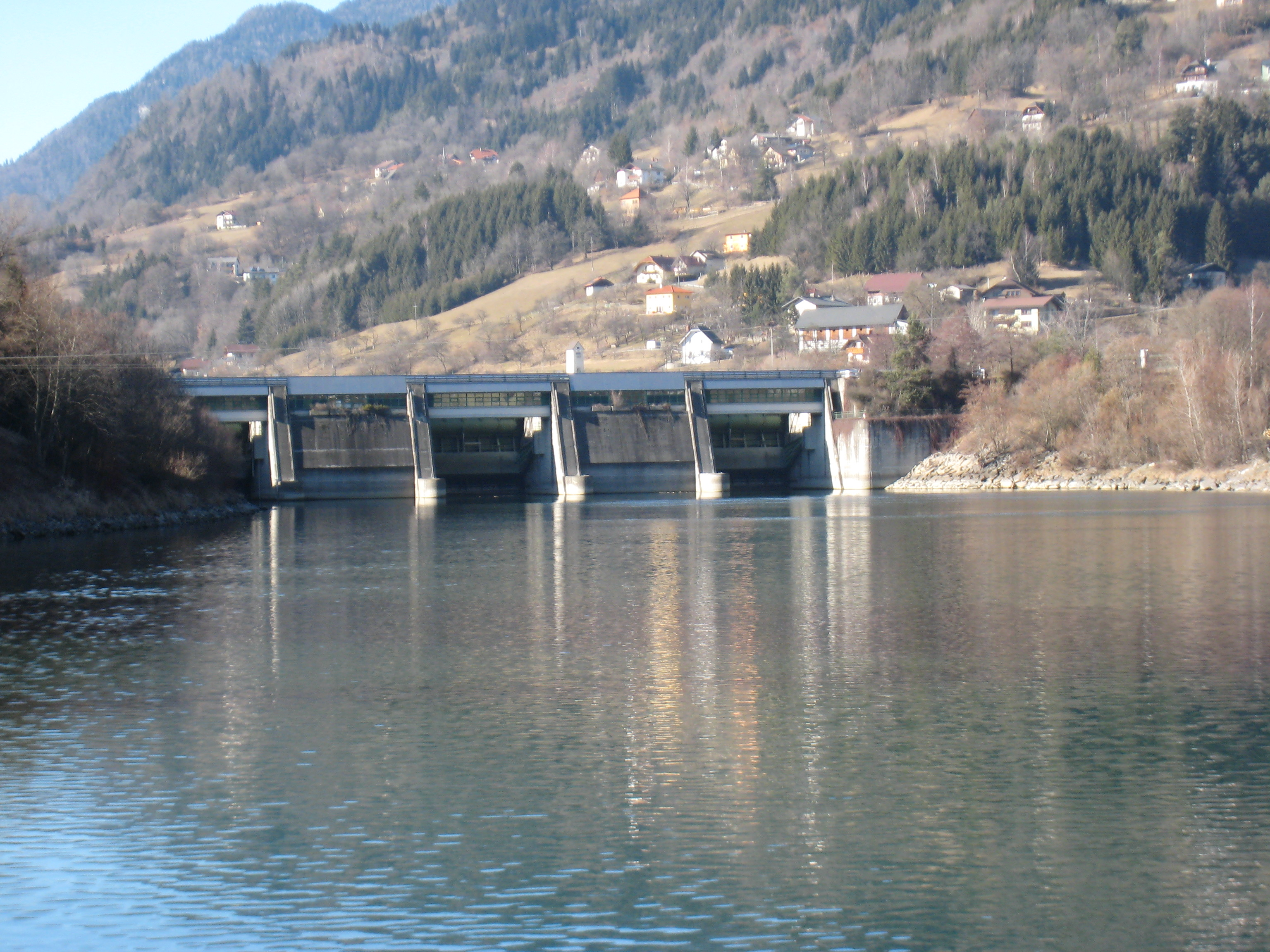
Laufkraftwerk Villach mit Teil des Wollanigberges

Blick von Gritschach nach Villach

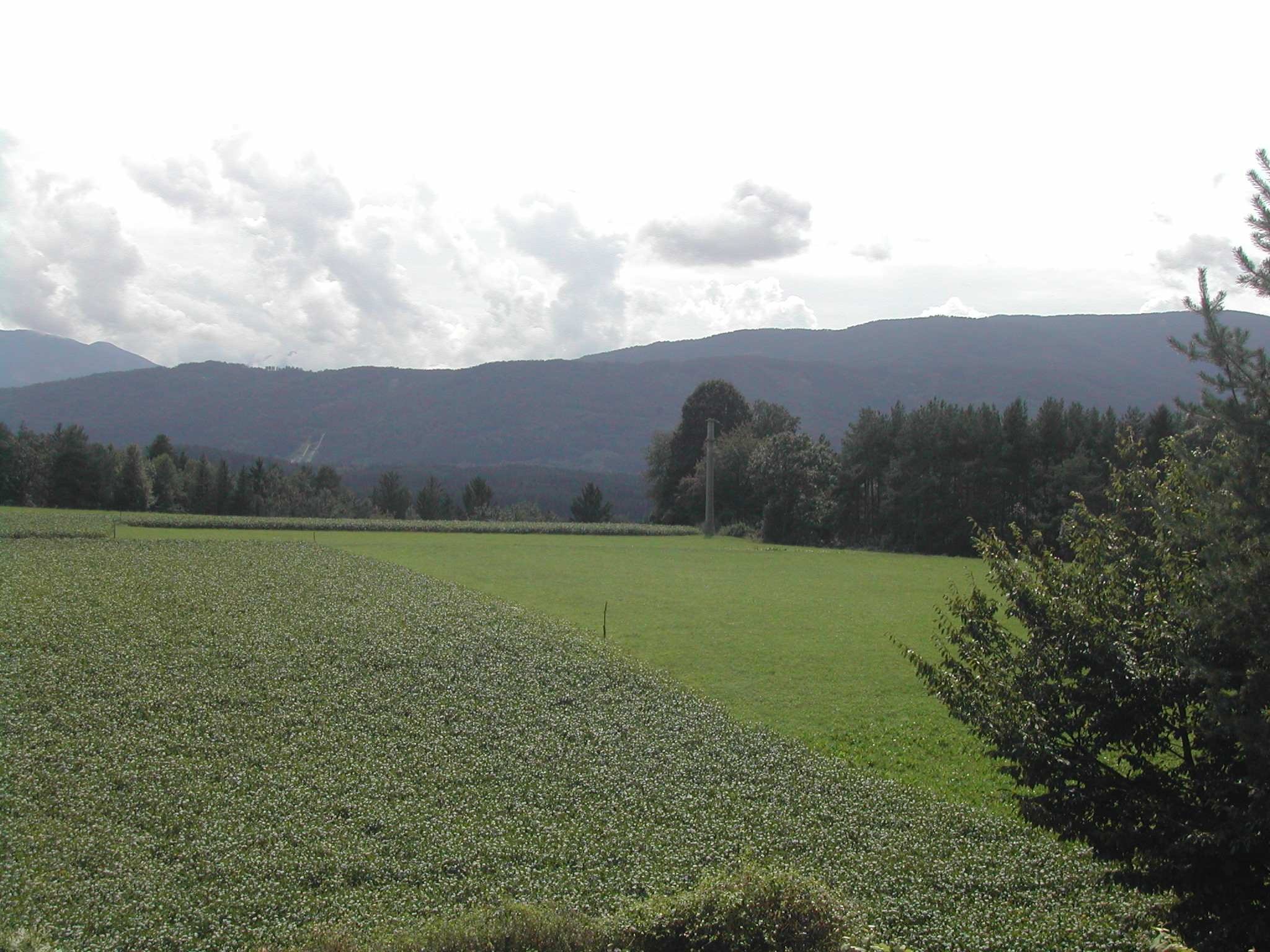
Blick auf den Dobratsch von Gritschach aus

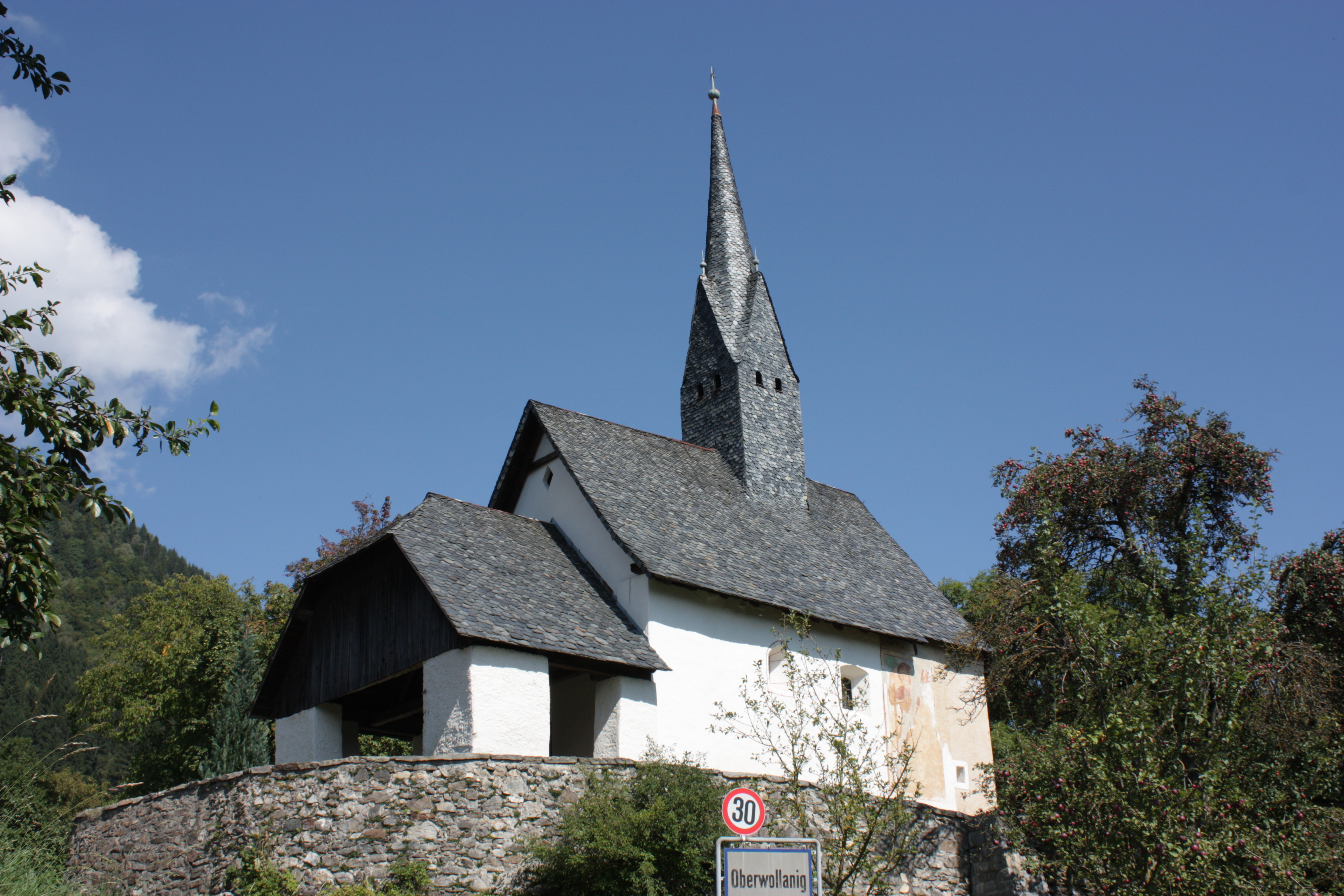
Filialkirche Wollanig

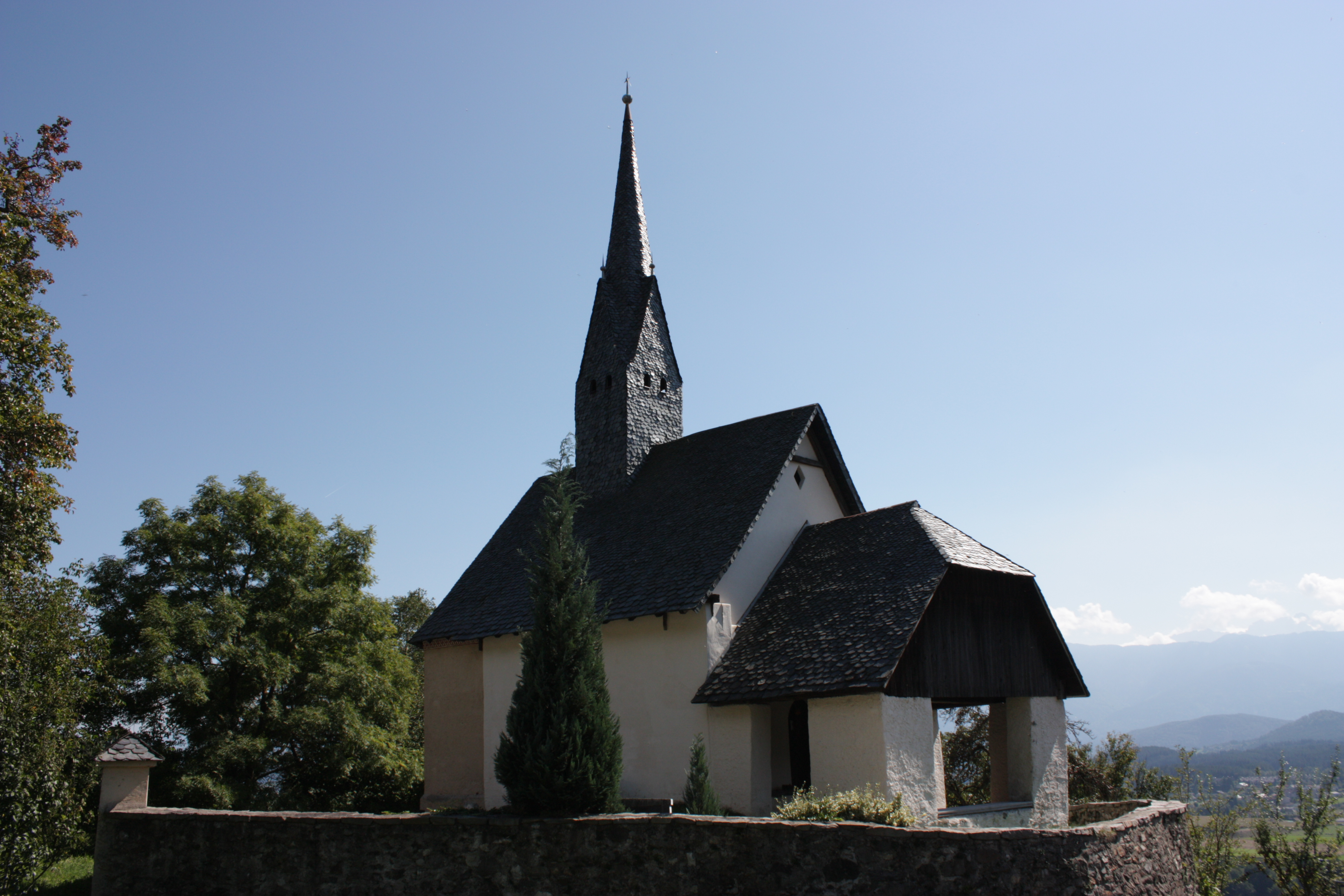
Filialkirche Wollanig

## Rennstein und Wollanig
Unterhalb  von Gritschach liegt direkt an der Drau gelegen die langgezogene Ortschaft Rennstein.
Wollanig liegt westlich von Gritschach am Fuße des Wollanigberges. Das Dorf wird in Ober- und Unterwollanig eingeteilt. Der Berg steigt von der Drau steil an, sodass die Häuser verstreut am Hang liegen. 